# Годеч
Годеч је град у Републици Бугарској, у крајње западном делу земље, седиште истоимене општине Годеч у оквиру Софијске области.
Град Годеч се налази близу границе са Србијом.

## Географија
Положај: Годеч се налази у крајње западном делу Бугарске, близу границе са Србијом — 12 km западно. Од престонице Софије град је удаљен 50 km северно.
Рељеф: Област Годеча се налази у котлини подно Старе Планине. Планина се издиже северно од града, а сам град је на готово 700 метара надморске висине.
Клима: Због знатне надморске висине клима у Годечу је оштрији облик конитненталне климе са планинским утицајима.
Воде: Кроз Годеч протиче река Нишава горњим делом свог тока.

## Историја
Област Годеча је првобитно било насељено Трачанима, а после њих овом облашћу владају стари Рим и Византија. Јужни Словени ово подручеје насељавају у 7. веку. Од 9. века до 1373. године област је била у саставу средњовековне Бугарске.
Крајем 14. века област Годеча је пала под власт Османлија, који владају облашћу 5 векова.
Срби из Годеча и још шест села из две општине Височког среза, су поново изјавили 18/30. априла 1878. године: да смо ми Срби прави, и да не трпимо нити хоћемо да нам се друго име намеће, нити хоћемо с другим убудуће да живимо, већ једино са браћом нашом Србима из слободне Србије, које смо и ми чланови...
Међутим 1878. године град је постао део савремене бугарске државе. Насеље постоје убрзо средиште окупљања за села у околини, са више јавних установа и трговиштем.

## Становништво
По проценама из 2007. године. Годеч је имао око 4.500 ст. Огромна већина градског становништва су етнички Бугари. Остатак су махом Роми. Последњих деценија град губи становништво због удаљености од главних токова развоја у земљи.
Претежан вероисповест месног становништва је православна.
Градска слава Годеча је Свети Јелисеј (14. јун), као и Видовдан (15. јун).

## Градови побратими
- Димитровград, Србија
- Подољск, Русија